# Patinatge de velocitat als Jocs Olímpics d'hivern de 1956 - 5.000 metres masculins
Als Jocs Olímpics d'Hivern de 1956 celebrats a la ciutat de Cortina d'Ampezzo (Itàlia) es disputà una prova de patinatge de velocitat sobre gel sobre una distància de 5.000 metres.
La competició se celebrà el dia 28 de gener de 1956 al llac Misurina, sobre gel natural.

## Comitès participants
Participaren 46 patinadors de velocitat de 17 comitès nacionals diferents.
| - Alemanya (2) - Austràlia (1) - Àustria (3) - Canadà (1) - Corea del Sud (3) - Estats Units (4) |  | - Finlàndia (4) - França (1) - Itàlia (3) - Japó (3) - Noruega (4) - Països Baixos (4) |  | - Regne Unit (3) - Suècia (4) - Suïssa (1) - Txecoslovàquia (1) - Unió Soviètica (4) |

## Resum de medalles
| Or            | Argent           | Bronze           |
| Boris Shilkov | Sigvard Ericsson | Oleg Goncharenko |

## Rècords
Rècords establerts anteriorment als Jocs Olímpics d'hivern de 1956.
| Rècord del món | 7:45.6 | Boris Shilkov    | Medeo (URSS) | 9 de gener de 1955   |
| Rècord olímpic | 8:10.6 | Hjalmar Andersen | Oslo (NOR)   | 17 de febrer de 1952 |

L'alemany Helmut Kuhnert aconseguí establir un rècord olímpic en la primera sèrie, deixant el cronòmetre en 8:04.3 minuts. En la tercera sèrie el neerlandès Wim de Graaff el va batre amb un temps de 8:00.2 m., i finalment el soviètic Boris Shilkov establí un ou rècord olímpic amb 7:48.7 minuts.
1. ↑  El rècord va ser esatablert en altura (més de 1.000 metres sobre el nivell del mar) i sobre gel natural.
2. ↑  El rècord va ser esatablert sobre gel natural.

## Resultats
| Posició | Patinador          | Temps     |
| ------- | ------------------ | --------- |
| 1       | Boris Shilkov      | 7:48.7 RO |
| 2       | Sigvard Ericsson   | 7:56.7    |
| 3       | Oleg Goncharenko   | 7:57.5    |
| 4       | Kees Broekman      | 8:00.2    |
| 4       | Wim de Graaff      | 8:00.2    |
| 6       | Roald Aas          | 8:01.6    |
| 7       | Olle Dahlberg      | 8:01.8    |
| 8       | Knut Johannesen    | 8:02.3    |
| 9       | Helmut Kuhnert     | 8:04.3    |
| 10      | Torstein Seiersten | 8:06.4    |
| 11      | Hjalmar Andersen   | 8:06.5    |
| 12      | Gunnar Sjölin      | 8:06.7    |
| 13      | Vladimír Kolář     | 8:08.9    |
| 14      | Colin Hickey       | 8:10.0    |
| 15      | Johnny Cronshey    | 8:10.1    |
| 16      | Dmitri Sakunenko   | 8:10.5    |
| 17      | Pat McNamara       | 8:10.6    |
| 18      | Gerard Maarse      | 8:11.1    |
| 19      | Boris Yakimov      | 8:12.6    |
| 20      | Juhani Järvinen    | 8:13.7    |
| 21      | Kauko Salomaa      | 8:14.3    |
| 22      | Sven Andersson     | 8:16.9    |
| 23      | Jang Yeong         | 8:17.6    |
| 24      | Jeen van den Berg  | 8:19.1    |
| 25      | Leo Tynkkynen      | 8:19.9    |
| 26      | John Hearn         | 8:21.4    |
| 27      | Yoshiyasu Gomi     | 8:22.2    |
| 28      | Taketsugu Asazaka  | 8:23.6    |
| 28      | Arthur Mannsbarth  | 8:23.6    |
| 30      | Hans Keller        | 8:24.5    |
| 31      | Gene Sandvig       | 8:25.5    |
| 32      | Matti Hamberg      | 8:28.8    |
| 33      | Ralf Olin          | 8:30.5    |
| 34      | Franz Offenberger  | 8:30.8    |
| 35      | Raymond Gilloz     | 8:32.5    |
| 36      | Kim Jong-Sun       | 8:34.3    |
| 37      | Pyeon Chang-Nam    | 8:36.7    |
| 38      | Kurt Eminger       | 8:39.4    |
| 39      | Jürg Rohrbach      | 8:39.5    |
| 40      | Art Longsjo        | 8:40.0    |
| 41      | Carlo Calzà        | 8:41.1    |
| 42      | Alex Connell       | 8:42.5    |
| 43      | Chuck Burke        | 8:47.4    |
| 44      | Paolino Dimai      | 8:48.0    |
| 45      | Remo Tomasi        | 8:48.3    |
| 46      | Yoshitaki Hori     | 8:53.5    |

RO: rècord olímpic